# パティナ

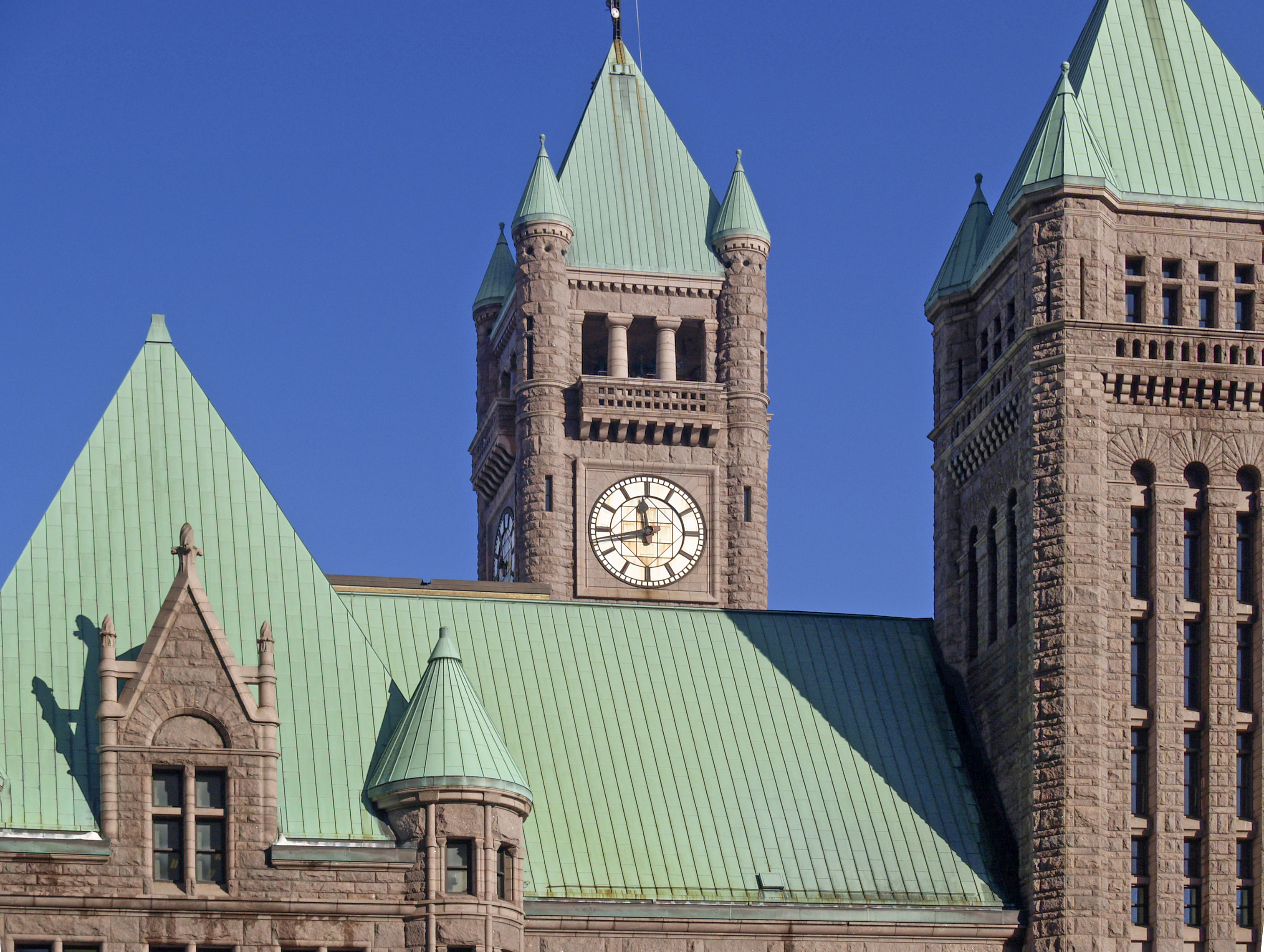
ミネアポリス市庁舎の銅屋根、パティナで覆われている

パティナ（英語: patina、発音: [ˈpætɪnə] もしくは [pəˈtiːnə]）とは、物質が色あせ、摩耗し、錆びるなどの経年変化した様子である。日本語では、古色（こしょく）という。
石、銅、青銅や似たような物質の酸化や化学的変化、木製家具の経年・摩耗・摩擦による変化、皮革製品等の表層のうち、経年や曝露により変化を生じたものを言う。
考古学者や地質学者・地形学者も、古い石器の経年具合や地層の露出状況に言及する際 patina という用語を使用する。

## 語源
Patinaは、ラテン語で「浅い皿」を意味する言葉から来た言葉である。

## 加工
美術修復、建築、模倣品やレプリカの製作で、物理的・科学的に古色が施されることがある。こういった加工を「古色仕上げ」という。
具体的には、物理的にダメージ加工を施したり、柿渋や弁柄、硝酸を塗布したり、ガンマー線照射などが行われる。
こういった技術は、絵画修復師、保存修復師、織物修復師などの文化財の保存修復やレプリカの作成に使われる。その一方で贋作の製造にも悪用される。